# La Troupe del Cobi
The Cobi Troupe (La Troupe del Cobi, en català) és una sèrie se dibuixos animats que explica les històries del Cobi i els seus amics. La sèrie està dirigida a una audiència d'entre 5 i 12 anys, i el seu objectiu era fer més coneguda la mascota per tal de promoure el Jocs Olímpics de Barcelona de 1992. Els seus drets van ser comprats per 24 canals de televisió.
La sèrie va estar pensada i realitzada per Xavier Mariscal, i la productora fou BRB Internacional S.A. juntament amb el Comitè Organitzador de les Olimpíades de Barcelona. La realització de la sèrie de televisió es va fer a Espanya i el guió el va escriure la companyia teatral El Tricicle. La producció musical va estar a càrrec de Xavier Capellas, la direcció de producció d'Olivia Borricón i la producció executiva de Claudi Biern Boyd.

## Argument
Com diuen els crèdits inicials de la Troupe del Cobi, la sèrie se situa a prop "del mar de Barcelona", i explica les històries del Cobi, la Petra, la Nosi i el seu gos Cuca, el Jordi, l'Olívia i el Forçut. Els personatges antagonista són el Doctor Normal i el seu ajudant.